# Buchelay
Buchelay este o comună franceză situată în departamentul Yvelines, în regiunea Île-de-France. 

## Geografie

### Localizare
Comuna Buchelay este situată în nord-vestul departamentului Yvelines, în periferia aglomerației mantoise, la aproximativ 4 kilometri sud-vest de Mantes-la-Jolie, sub-prefectură, de care este limitrofă, și la aproximativ 45 km nord-vest de Versailles, prefectura departamentului.
Teritoriul comunei Buchelay aparține bazinului hidrografic al Senei, care curge la aproximativ doi kilometri nord de comună. Nu există cursuri de apă permanente în comună, care nu este expusă riscului de inundații.
Teritoriul comunei Buchelay ocupă o zonă de coastă cu o pantă regulată spre nord, pe versantul sud al văii Senei, în periferia sud-vestică a aglomerației Mantes-la-Jolie.

### Comune limitrofe
|                 | Mantes-la-Jolie    |                 |
| Rosny-sur-Seine |                    | Mantes-la-Ville |
| Jouy-Mauvoisin  | Fontenay-Mauvoisin | Magnanville     |

### Climă
În 2010, clima din comună era de tip oceanic al câmpiilor din Centru și de Nord, conform unui studiu a CNRS care se baza pe o serie de date care acoperă perioada 1971-2000. În 2020, Météo-France a publicat o tipologie a climei din Franța metropolitană în care comuna este expusă la un climat oceanic și se încadrează în regiunea climatică sud-vestică a bazinului parizian, caracterizată prin precipitații scăzute, în special în primăvară (120 până la 150 mm) și un iarnă rece (3,5 °C).
Pentru perioada 1971-2000, temperatura medie anuală este de 10,8 °C, cu o amplitudine termică anuală de 14 °C. Cantitatea medie anuală de precipitații este de 683 mm, cu 11,3 zile de precipitații în ianuarie și 7,7 zile în iulie. Pentru perioada 1991-2020, temperatura medie anuală observată la stația meteorologică cea mai apropiată, situată în comuna Magnanville la 2 km distanță în linie dreaptă, este de 11,6 °C, iar cantitatea medie anuală de precipitații este de 641,5 mm.
Pentru viitor, parametrii climatici estimați pentru comună pentru anul 2050, conform diferitelor scenarii de emisii de gaze cu efect de seră, pot fi consultati pe un site dedicat publicat de Météo-France în noiembrie 2022.

## Tipologie
La 1 ianuarie 2024, Buchelay este clasificată drept centură urbană, conform noii grile comunale de densitate cu șapte niveluri, definită de INSEE (Institutul Național de Statistică și Studii Economice) în 2022. Aceasta aparține unității urbane a Parisului, o aglomerație inter-departamentală care cuprinde 407 comune, dintre care face parte ca o comună din suburbii. În plus, comuna face parte din aria metropolitană a Parisului, fiind una dintre comunele de la periferie, această zonă reunind 1.929 de comune.

### Căi de comunicație și transport
Acest teritoriu este fragmentat de mai multe infrastructuri de transport: autostrada Normandiei traversează comuna în partea de mijloc, în direcția est-vest, având instalații pentru o barieră importantă de taxare, precum și un semi-nod rutier. Comuna este deservită de drumul departamental D 110, care o leagă de Bréval, în sud-vest, și care se conectează la legătura N13 - A13, ce unește RN 13 de Val Fourré (Mantes-la-Jolie), în nord, și de autostrada A13, în direcția Paris, precum și de RD 983, în vest (Magnanville).
Două linii de cale ferată traversează, de asemenea, comuna: linia Paris-Le Havre, situată în extremitatea nord-vestică, și linia Paris-Cherbourg, orientată nord-est - sud-vest, care intersectează autostrada în centrul comunei. Nicio gară nu deservește direct Buchelay, însă o mică parte din nord-estul teritoriului său se află pe terenurile gării Mantes-la-Jolie.

## Toponimie
Numele localității este atestat sub formele Buscalide (sau Buschalide) în secolul al IX-lea, într-un inventar al bunurilor care aparțineau abației Saint-Germain (des Prés) în 829, Buschelidum în 1080.
Numele „Buchelay” ar deriva dintr-o variantă în -el a cuvântului „boschet”, care înseamnă „tufiș” sau „pădurice”.

## Istorie

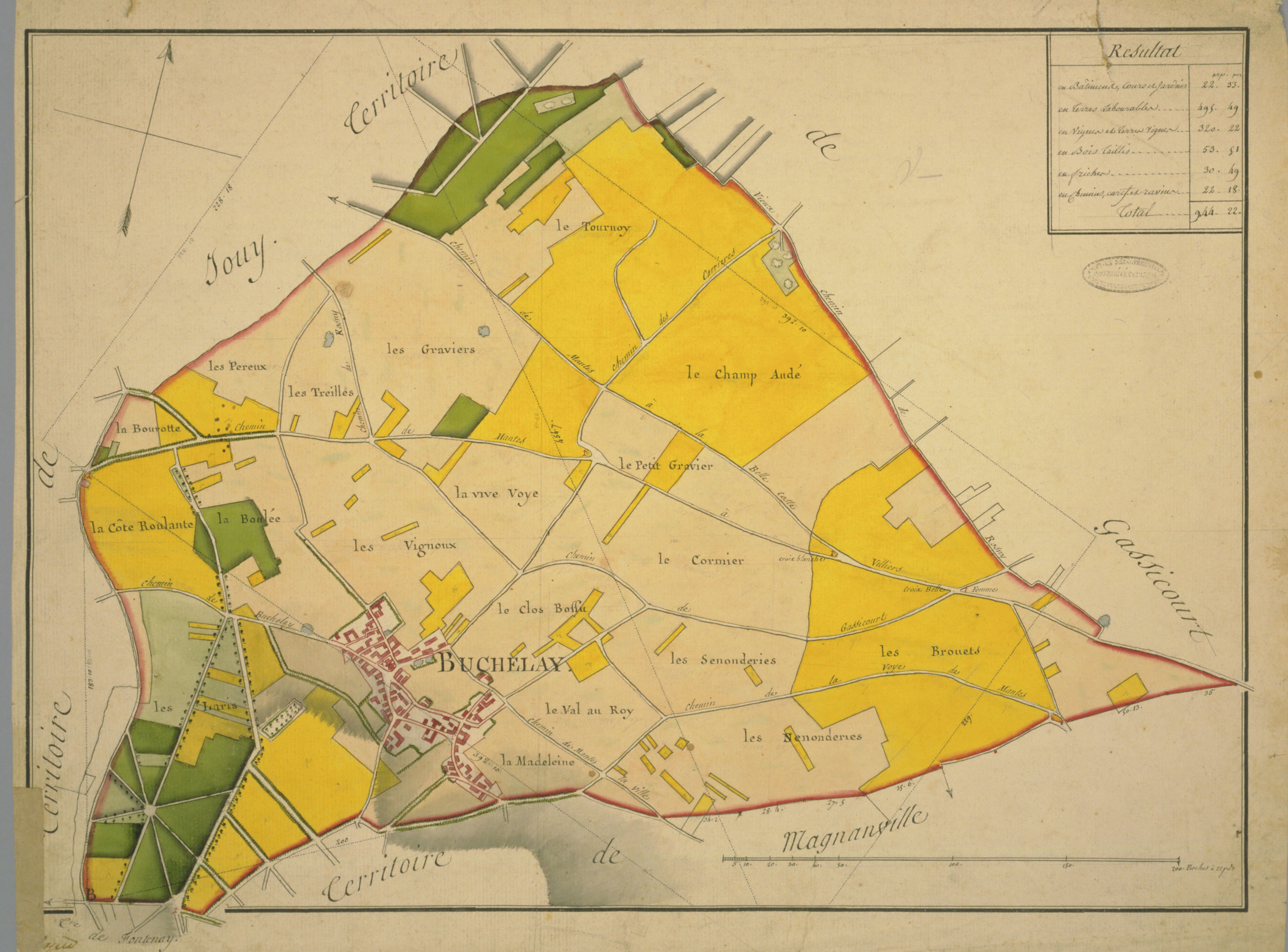
Plan de intenție al parohiei Buchelay din 1776 (arhivele departamentale din Yvelines).

Deși prezența omului în regiunea Mantois este atestată în mod semnificativ încă din cele mai vechi timpuri până în Evul Mediu timpuriu, nu a fost înregistrată nicio descoperire arheologică pe teritoriul comunei Buchelay.

### Evul Mediu
Buchelay era o feudă al seniorilor de Mauvoisin în secolul al XI-lea, care au desprins mai multe părți din acesta: feuda Madeleine și feuda Fossés sau Larris. Feuda Buchelay corespundea atunci centrului satului.
Buchelay a fost separată de Rosny-sur-Seine în 1487.

### Epoca modernă
Proprietate a seniorilor din Magnanville: Deslandes, Briçonnet, Grout, de la Motte, apoi Savalète, care cumpără senioria în 1720.
Cele trei feude sunt reunite în 1735. Întregul domeniu va fi revândut lui M. de Boulongne, apoi lui M. Morel de Vindé.

### Epoca contemporană
1843: construcția căii ferate. Urbanizare recentă, legată de aderarea orașului la districtul urban Mantes-la-Jolie în 1966.

## Populația și societatea

### Date demografice
Evoluția numărului de locuitori este cunoscută prin recensămintele populației efectuate în comună începând din 1793. Pentru comunele cu mai puțin de 10 000 de locuitori, un recensământ al întregii populații este realizat la fiecare cinci ani, populațiile legale pentru anii intermediari fiind estimate prin interpolare sau extrapolare.
În 2022, comuna număra 3 364 locuitori, în creștere cu +6,22 % față de 2016 (Yvelines: +2,72 %, Franța fără Mayotte: +2,11 %).
| An        | 1793 | 1821 | 1841 | 1856 | 1876 | 1886 | 1901 | 1921 | 1936 | 1962 | 1982  | 2006  | 2014  | 2022  |
| --------- | ---- | ---- | ---- | ---- | ---- | ---- | ---- | ---- | ---- | ---- | ----- | ----- | ----- | ----- |
| Populație | 464  | 382  | 380  | 383  | 305  | 304  | 336  | 402  | 478  | 715  | 1 043 | 2 256 | 2 930 | 3 364 |

## Cultură locală și patrimoniu

### Locuri și monumente
Biserica Saint-Sébastien: edificiu din piatră calcaroasă acoperit cu ardezie, construit în secolul al XV-lea, restaurat extensiv în 1846. Are un turn clopotniță pătrat, cu o săgeată hexagonală, în stil neogotic. Clopotul a fost renovat în 2014 și a fost botezat „Irène” pe 5 aprilie 2014.
Biserica din secolul al XV-lea era orientată în mod normal (corul spre est). Cea pe care o vedem astăzi este construită pe direcția nord-sud. Este, prin urmare, o construcție nouă din secolul al XIX-lea, și nu doar o restaurare.
Casele din centrul vechi sunt aproape toate prezente pe un plan din 1732.